# Sophie Dee
Sophie Dee (sinh ngày 17 tháng 1 năm 1984) là một người mẫu khiêu dâm và là một vũ công thoát y gợi dục người Anh. Cô cũng từng là một nữ diễn viên phim khiêu dâm.

## Tiểu sử
Sophie Dee sinh tại Llanelli, Carmarthenshire thuộc Wales với tên khai sinh là Kirsty Hill. Sau đó, cô đến Anh để học. Sau đó, cô cùng gia đình trở lại Wales để cô học hết cấp 2. Sau khi học xong cấp 2, cô làm nhiều việc như làm việc ở quán cafe, bán hàng rong,... Sau cùng, cô quyết định trở thành một vũ công, đặc biệt là làm một vũ nữ múa cột. Với công việc này, cô được báo Daily Sport của Anh biết đến và mời cô làm người mẫu khỏa thân. Sau đó, cô trở thành một trong những người mẫu được bình chọn nhiều nhất của tờ báo này trong vòng một năm rưỡi. Vào tháng 1 năm 2005, cô đến California và bắt đầu trở thành một diễn viên phim khiêu dâm ở tuổi 21. Trong vòng 5 năm làm diễn viên phim khiêu dâm, cô được đề cử giải AVN (Adult Video News) một vài lần.
Về nghệ danh Sophie Dee của cô, cô chia sẻ rằng: "Một người bạn bảo tôi giống Sophie Dahl, thế nên tôi thêm chữ "Dee" vào sau "Sophie". Sophie Dee cũng nói rằng cô là một người lưỡng tính (bisexual).
Theo tài liệu chính thức trên IAFD, thì Sophie Dee đã đóng hơn hơn 450 phim khiêu dâm, phần lớn là cho các hãng sản xuất phim khiêu dâm lớn như Brazzers hay Reality Kings. Vào tháng 1 năm 2011, Sophie Dee giành chiến thắng tuyệt đối của từ cuộc bình chọn của trang web phim khiêu dâm FreeOnes cho danh hiệu "Miss FreeOnes 2011" và giành được giải thưởng tổng cộng là $10,000.
Cô đã bảy lần được đề cử giải AVN (Adult Video News) và được đề cử giải Urban X một lần. Trong năm 2011, cô được 2 giải thưởng của Urban X cho 2 hạng mục: "Interracial Star of the Year" (tạm dịch: Ngôi sao phim khiêu dâm của năm đóng cảnh quan hệ tình dục khác chủng tộc) và "Best Three-Way Sex Scene" (tạm dịch: Cảnh quan hệ tình dục 3 người hay nhất).
Từng có một kế hoạch làm một phim tài liệu về cuộc đời của Sophie Dee. Điều này dẫn đến một cuộc tranh cãi khốc liệt của các chính trị gia và các nhà làm phim. Tháng 9 năm 2011, cô được lên trang bìa của các tạp chí khiêu dâm của Úc.
Năm 2014, trong một bài phỏng vấn trên báo Wales Online, cô chia sẻ rằng mình sẽ không tham gia đóng phim khiêu dâm nữa. Năm 2016, cô có xuất hiện trong phim khiêu dâm "Guardians of the Galaxy and Other Porn Parodies". Từ đó về sau, cô không còn xuất hiện trong phim khiêu dâm nữa. Cô chỉ còn xuất hiện ở các câu lạc bộ thoát y và tham gia một số phim kinh dị, hài, chi phí sản xuất thấp.

## Xuất hiện trên truyền thông đại chúng
Năm 2008, Sophie Dee xuất hiện trong phim tài liệu "9 to 5: Days in Porn", một phim tài liệu của Đức, được công chiếu tại liên hoan phim 2008 tại Montreal, nói về nền công nghiệp phim khiêu dâm đầy tranh cãi của Mỹ. Cô xuất hiện trong vai trò là người trả lời phỏng vấn. Vào năm 2012, cô đóng một vai nhỏ trong phim kinh dị, hài, chi phí thấp: Theatre of the Deranged và phần 2: Theatre of the Deranged II (2013). Cũng trong năm 2012, cô đóng vai chính Mrs. Lizz trong phim Sadistic Eroticism, một phim kinh dị - hài với kinh phí thấp. Từ năm 2012 cho đến nay, Sophie Dee cũng tham gia nhiều phim khác thuộc thể loại này.
Cô cũng xuất hiện trong video ca nhạc Unicorn Zombie Apocalypse (2014).
Cô cũng xuất hiện với tư cách một diễn viên khách mời trong các phim truyền hình 90210 hay New Girl (vai một vũ nữ thoát y).

## Các phim tiêu biểu
Các phim khiêu dâm tiêu biểu
- 2006: Big Wet Asses 9
- 2006: Belladonna: No Warning 2
- 2007: MILFs In Heat 3
- 2008: Seymore Butts Squirting Sophie Gaping Gwen
- 2009: Masturbation Nation 2
- 2010: Interracial Anal Love 5
- 2010: Lexington Loves Sophie Dee

Điện ảnh
- 2008: 9to5 – Days in Porn (phim tài liệu)
- 2010: 90210 (phim truyền hình, kỳ 33 tập 3: Vision)[12]
- 2013: New Girl (phim truyền hình, kỳ 3 tập 7: Coach)[13]
- 2014: The Hungover Games, vai Topless girl (cô gái để ngực trần)
- 2014: A Haunted House 2
- 2014: Bad Ass 2: Bad Asses

## Giải thưởng và đề cử
- 2008: Urban-Spice-Awards-Nominierung – Best Interracial Star
- 2009: AVN-Award-Nominierung – Best All-Girl Group Sex Scene – Squirt Gangbang 3
- 2009: AVN-Award-Nominierung – Unsung Starlet Of The Year
- 2009: AVN-Award-Nominierung – Web Starlet Of The Year – ClubSophieDee.com
- 2010: AVN-Award-Nominierung – Best All-Girl Three-Way Sex Scene – Storm Squirters 6
- 2010: AVN-Award-Nominierung – Web Starlet of the Year
- 2011: AVN-Award-Nominierung – Best Porn Star Website – ClubSophieDee.com
- 2011: AVN-Award-Nominierung – Unsung Starlet of the Year
- 2011: AVN-Award-Nominierung – Unsung Starlet of the Year[14]
- 2011: Urban-X-Awards-Gewinner – Best Three-Way Sex Scene
- 2011: Miss FreeOnes Gewinner

## Đời tư
Sophie Dee từng kết hôn với diễn viên phim khiêu dâm Lee Bang. Không rõ thời gian hai người kết hôn và li dị.